# Diego Lamas
Diego Lamas es una localidad uruguaya del departamento de Artigas. Recibe este nombre en homenaje al Brigadier General Diego Eugenio Lamas.

## Ubicación
La localidad se encuentra situada en la zona centro-sur del departamento de Artigas, sobre la cuchilla de Belén, junto a las nacientes de los arroyos Yucutujá y Patitas, y en el km 730 del ramal de vía férrea que une Baltasar Brum con la ciudad de Artigas. 

## Población
La localidad contaba con una población de 128 habitantes, según el censo del año 2011. No existen datos del INE previos a ese año para esta localidad.
| -             | 128 |
| (Fuente: INE) |     |